# Aurora Josefina de la Vega Ramírez
(Aurora de la Vega Ramírez) (Lima, 26 de noviembre de 1945) es  catedrática de la especialidad de Ciencias de la Información desde los años 80 y  fundadora de dicha carrera en la Pontificia Universidad Católica del Perú.  Es considerada como una de las especialistas que impulsó los estudios de bibliotecología en Latinoamérica a través de sus enseñanzas y por la amplia producción bibliográfica referida a la especialidad.

## Biografía
Aurora Josefina de la Vega Ramírez nació el 26 de noviembre de 1945 en la ciudad de Lima. Sus padres fueron Alberto de la Vega Peñaloza y Fredesvinda Ramírez Paz Soldán, quienes tuvieron 3 hijas, de las cuales Aurora fue la única que se interesó en la investigación.
Se casó con José Deza Zumaeta, educador por la Pontificia Universidad Católica del Perú con quien tuvo tres hijos, Camilo (bibliotecólogo), Natalia (historiadora)  y María Isabel (Psicóloga).
Fue licenciada en Educación Secundaria con especialidad en Literatura y Castellano por la Universidad Católica.
Durante un tiempo trabajó en la Unidad de Bibliografía y Referencia del Instituto Nacional de Investigación y Desarrollo de la Educación (INIDE), que pertenecía al Ministerio de Educación del Perú. La doctora Carmela Villanueva Villanueva, directora de la Biblioteca Central de la Pontificia Universidad Católica del Perú, la invitó a formar parte del equipo que fundaría la especialidad de Bibliotecología y Ciencias de la Información, hoy Ciencias de la Información. 
Obtuvo el grado de Magister in Scientia Bibliothecaria en la Universidad de Gales del Reino Unido.

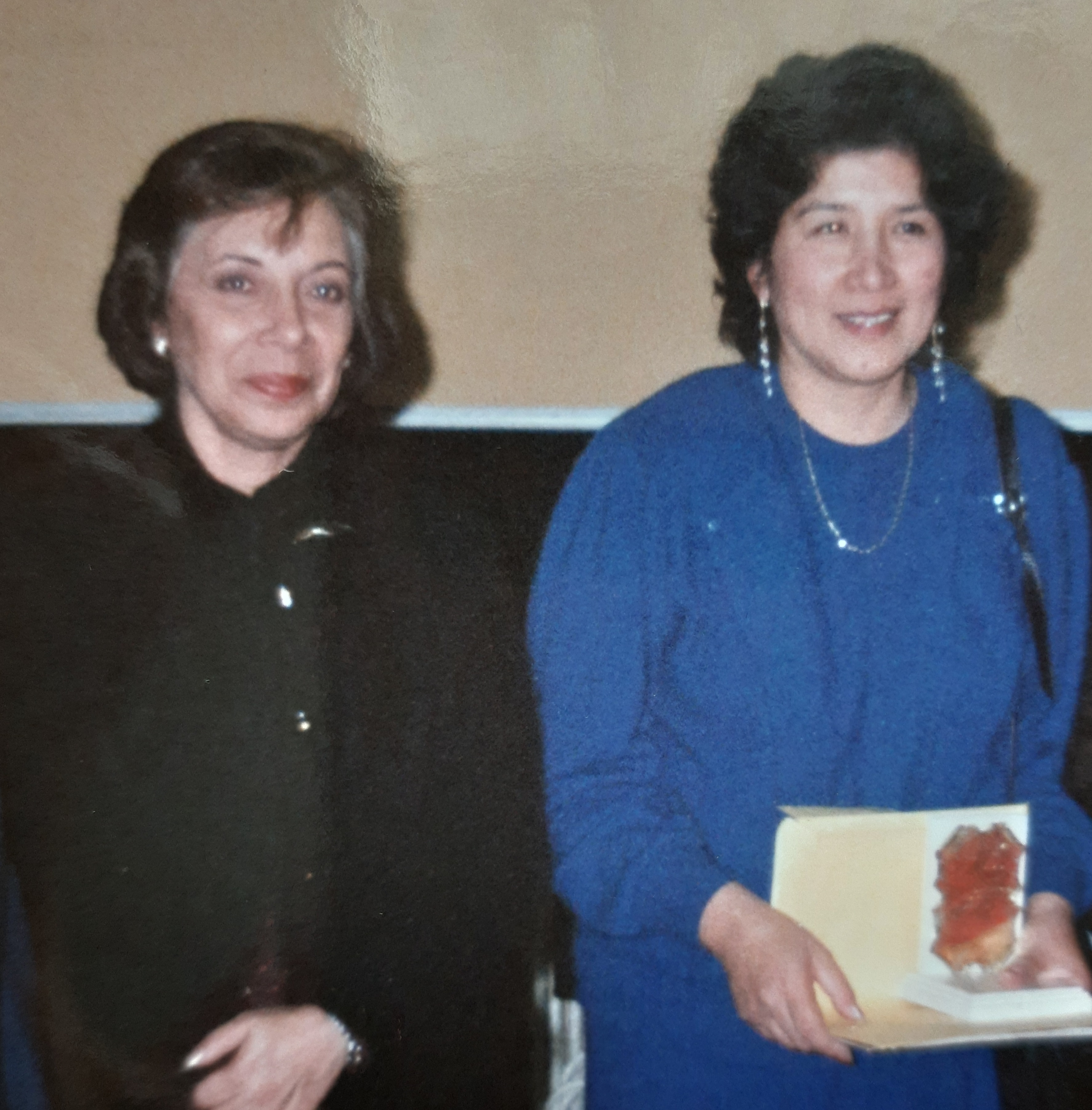
Aurora de la Vega y Carmen Villanueva, 1994

En el año 2000 se convierte en profesora principal de la especialidad de Bibliotecología y Ciencias de la Información formando parte de la docencia que se imparte en la Pontificia Universidad Católica del Perú. En el año 2021 cesa su labor a tiempo completo pero continúa en la investigación.
Como investigadora, es miembro activo del Grupo de Investigación en Educación y Tecnología de la PUCP fundado en el 2015.
Es miembro honorario del Colegio de bibliotecólogos del Perú desde el 2002 hasta la actualidad.
Actualmente, es Miembro del Comité Editorial de la Revista Fénix de la Biblioteca Nacional del Perú.

## Publicaciones

### Libros
(2017) Arakaki, M.; Casado, A.; de la Vega, A. J.(2017). Guía de Investigación en Ciencias de la Información. PUCP.
(1997) Edición  de los once números de la serie Temas de Bibliotecología e Información.
(1981) Catálogo de tesis doctorales de la educación.
(1981) Tesauro de la educación peruana. Área tecnología educativa.

### Artículos
- La búsqueda y evaluación de información en educación secundaria: un estudio de caso. Bustamante, L. G.; de la Vega, A. J.; García, M. D. P. C.(2020). En: XXII Congreso Internacional EDUTEC 2019: Tecnología e innovación para la diversidad y calidad de los aprendizajes. Lima. Pontificia Universidad Católica del Perú. Recuperado de: http://facultad.pucp.edu.pe/educacion/resumenes/libro-ponencias-edutec-2019 (enlace roto disponible en Internet Archive; véase el historial, la primera versión y la última).
- El acceso a los recursos educativos por los docentes de educación secundaria : un estudio exploratorio (2010). En: Educación, Vol. 19, no. 37.
- El uso de medios audiovisuales para la construcción de ciudadanía en la escuela (2006). En: Educación. Pontificia Universidad Católica del Perú, Vol. 15, no. 28.
- La formación profesional en bibliotecología y ciencia de la información en el Perú : situación y perspectivas (2005). En: Seminario : INFOBILA como apoyo a la investigación y educación bibliotecológica en América Latina y el Caribe : memoria.
- En torno a Basadre, bibliotecario (2004). En: Historia y cultura, No. 25.
- Los archivos en la teoría y en la práctica de la bibliotecología (2003). En : Voces y quehaceres archivísticos en el Perú.
- Archivos e información (1996). En: Nuestra palabra : textos archivísticos panamericanos. Instituto Panamericano de Geografía e Historia.
- Educación básica y biblioteca : necesaria interacción (1995). En: Educación. Pontificia Universidad Católica del Perú, Vol. 4, no. 8.

- Aproximaciones a la naturaleza de la bibliotecología y la ciencia de la información (1995). En: Boletín del Instituto Riva-Agüero, Pontificia Universidad Católica del Perú, nro. 22.
- Reflexiones en torno a la formación y enseñanza en bibliotecología (1992). En: Claustro pleno. Universidad Nacional Mayor de San Marcos, No. 6.
- Bibliotecología y Ciencias de la Información en la PUC (1990). En: Sinopsis, Año 10, no. 16.
- Tesauro de la educación : área tecnología educativa (1982). Nelly Mac Kee de Maurial, Danilo Ordóñez Briceño , Aurora de la Vega de Deza. Lima : Ministerio de Educación. INIDE.

## Premios y reconocimientos
El 28 de agosto del 2018 se le otorgó el Premio Nacional Reconocimiento “Jorge Basadre Grohman” por haber contribuido en el desarrollo de las bibliotecas peruanas y el fomento de la lectura.
El 30 de mayo del 2011 obtuvo el Premio de Reconocimiento a la Investigación otorgado por el Vicerrectorado de Investigación de la Pontificia Universidad Católica del Perú, labor que realizó siendo docente de la Especialidad de Ciencias de la Información de la PUCP.